# Theodor Kery
Theodor Kery (ungarisch Kéry Tivadar) (* 24. Juli 1918 in Mannersdorf an der Rabnitz, Österreich-Ungarn; † 9. Mai 2010 in Kobersdorf, Burgenland) war ein österreichischer Politiker der Sozialdemokratischen Partei Österreichs (SPÖ). Er war langjähriger Landeshauptmann des Burgenlandes  (1966–1987).

## Frühe Jahre
Theodor Kery entstammt einem christlich-konservativen Elternhaus im damals zu Ungarn gehörenden Burgenland. Sein aus dem ungarischen Kleinadel stammender Vater Sándor Kéry war in Mannersdorf Gemeindesekretär. Sein Bruder war Otto Kery, ein Regisseur und Theaterschauspieler. Im Elternhaus wurde ungarisch gesprochen.
Kery besuchte von 1928 bis 1932 das Burgenländische Unter-Realgymnasium Mattersburg. Zunächst begann er eine Ausbildung zum Lehrer, 1939 wurde er aber zur deutschen Wehrmacht eingezogen. Erst sieben Jahre später konnte er ins Burgenland zurückkehren. Als Mitglied der SA und da er 1945 noch NSDAP-Mitglied geworden war, wurde er im Zuge der Entnazifizierung als „Minderbelasteter“ eingestuft.

## Politische Karriere
Bereits mit 33 Jahren zog Theodor Kery für die SPÖ in den burgenländischen Landtag ein, zu dessen zweitem Präsidenten er 1960 gewählt wurde. Zwei Jahre später wurde er Landesrat. Nach dem Rücktritt von Hans Bögl wurde er schließlich am 28. Juni 1966 zum Landeshauptmann gewählt und blieb es insgesamt 21 Jahre lang, länger als jeder andere. Seine Amtszeit war mit einem wirtschaftlichen Aufschwung und Modernisierungsschub in dem einst sehr rückständigen und agrarischen Bundesland verbunden. Im Sinne der Modernisierung stand in den 1970er Jahren das Projekt Neusiedler-See-Brücke in Vordergrund, das aber nicht verwirklicht wurde. Während seiner Regierungszeit gewann Theodor Kery vier Wahlen. Nach dem Verlust der absoluten Mehrheit bei den Landtagswahlen 1987 zog er sich aus der aktiven Politik zurück.
Mit seiner extrem langen Amtszeit und durch den Aufschwung des Bundeslands in dieser Zeit hat Theodor Kery das Amt des burgenländischen Landeshauptmanns entscheidend geprägt. In einer Vielzahl burgenländischer Gemeinden wurden bereits zu seinen Lebzeiten Straßen oder Plätze nach ihm benannt.

## Die „drei Fragen“
Vor allem in den letzten Jahren seiner Amtszeit war Kery politisch umstritten. Gegner warfen ihm autoritären Führungsstil und eine abgehobene Lebensweise vor. Am Parteitag der SPÖ am 28. Oktober 1982 wandte sich Josef Cap, der damalige Vorsitzende der Sozialistischen Jugend Österreich (SJÖ), an Kery:
„Stimmt es, dass du mehr verdienst als der Bundeskanzler? Stimmt es, dass du als Aufsichtsratsvorsitzender verbilligten Strom der BEWAG [Burgenländische Elektrizitätswerke AG, Anm.] beziehst? Ist es wahr, dass du in deiner Freizeit mit Maschinenpistolen schießt?“
Diese Rede Caps ging als die „drei Fragen“ in die politische Geschichte Österreichs ein. Der Redner wurde direkt im Anschluss aus dem Parteivorstand der SPÖ abgewählt.
In einem Radiointerview am 30. Oktober beantwortete Kery schließlich diese Fragen: 1. Er verdiene etwa 95.000 Schilling. 2. Er beziehe verbilligten Strom. 3. Er habe in seinem Keller einen Schießstand, auf dem er mit einem Kleinkalibergewehr das Sportschießen pflege.

## Waldheim-Affäre
1993 wurde Theodor Kery wegen Falschaussage vor Gericht im Zuge der Waldheim-Affäre zu einer Geldstrafe verurteilt. Er hatte – wie alle anderen über fünfzig Mitglieder des Gremiums – bestritten, dass Fred Sinowatz 1985 im SPÖ-Parteivorstand angekündigt hatte, die österreichische Bevölkerung auf Waldheims braune Vergangenheit aufmerksam machen zu wollen. Das Gericht hatte den Ausführungen der Protokollarin Ottilie Matysek mehr Glauben geschenkt.

## Burgenlandstiftung – Theodor Kery

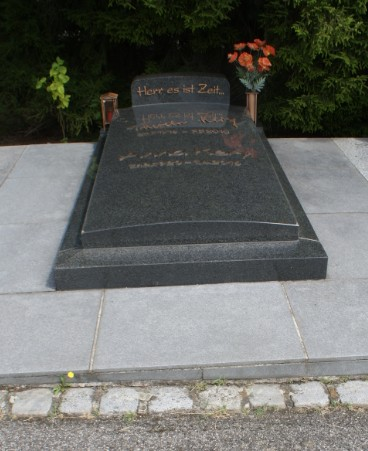
Grabstätte von Theodor Kery

Anlässlich des 10. Regierungsjahres von Theodor Kery wurde im April 1976 die Burgenland-Stiftung Theodor Kery zur Förderung von Wissenschaft, Forschung, Kunst, Kultur, Sport und Sozialem errichtet. Die Stiftung soll vor allem Leistungen fördern, die für die Wirtschaft, das Ansehen bzw. die Menschen des Burgenlandes von Bedeutung sind. Altlandeshauptmann Kery verstarb am 9. Mai 2010 im 92. Lebensjahr und wurde auf dem Friedhof in Mattersburg beerdigt.
Theodor Kery war von 1971 bis zu seiner Deckung 1987 Mitglied der Freimaurerloge Libertas Oriens.